# Talismán (transporte)
El transporte BAP Talismán fue un barco de vapor a hélice y casco de hierro de la Marina de Guerra del Perú que participó en la Guerra del Pacífico. 
Era un pequeño vapor de casco de fierro, comprado por el periodista Guillermo Bogardus en Gran Bretaña con el objetivo de transportar armamentos al Perú para la sublevación de Nicolás de Piérola en 1874.
El buque fue capturado el 2 de noviembre de 1874 por el blindado Huáscar mientras descargaba sus bultos en Pacocha.

## Adquisición
Cuando se capturó al buque, se hizo un juicio una valorización de buque y carga para incorporarlo a la Marina de Guerra del Perú. 
La carga consistía en 83 cajones de 10 fusiles Snider cada uno, 14 cajones de 10 fusiles Chassepot cada uno, 2 cajones con 39 revólveres Lafouchet y 1950 cápsulas, 186 cajones con mil cápsulas cada uno y 79 cajas con mil cápsulas para fusiles Snider. El valor del buque incluyendo la carga fue calculado en S/. 115.090,91, entregándose la mitad de esa suma como recompensa a los tripulantes del Huáscar.
Ya incorporado a la marina peruana, recién se decidió artillarlo en enero de 1879 con 4 cañones Blakely de a 18 libras, pero cuando empezó la guerra, este armamento se le consideró inadecuado y se le cambió el 17 de abril de 1879 por otros 4 cañones Armstrong de a 12 libras, modernos.

## Operaciones Bélicas
Cuando se inició la Guerra del Salitre, estaba al mando del capitán de fragata Leopoldo Sánchez. 
El 10 de abril de 1879, zarpa del Callao rumbo a Arica conduciendo al Comandante Generald e la Plaza de Arica, contraalmirante Lizardo Montero, su Estado Mayor y 4 cañones rayados franceses de a 30 kg o 70 libras. Llegó a Arica el 13 de abril y fondeó nuevamente en el Callao el 15.
El 17 de abril se le cambiaron los tubos de las calderas.
Viaja a Panamá y regresa al Callao el 2 de mayo de 1879 con armas para Bolivia. 
El 13 de mayo de 1879 zarpa nuevamente a Panamá llegando el 19. Embarca 2200 fusiles Remington, 50 mil tiros, 200 granadas Palliser y al coronel boliviano Antonio Aramayo. Llegan al Callao el 2 de junio.
Zarpó hacia Panamá el 19 de junio y llega el 25, fondeando nuevamente el 9 de julio. En este viaje trajo 880 fusiles Remington, 3 mil Peabody, 750 mil tiros de Remington, 201.600 de tiros Remington para Bolivia, 580 mil tiros de Peabody, 498 carabinas Evans, 100 mil tiros de Evans, 8750 cápsulas Henry, 10 mil cápsulas de Winchester y 3360 de Spencer.
Ante el bloqueo del Callao y luego de las derrotas por la batalla de San Juan y Chorrillos y la batalla de Miraflores el buque fue hundido por su propia tripulación junto con resto de la flota peruana para evitar que caiga en manos enemigas.